# 29 maja
29 maja jest 149. (w latach przestępnych 150.) dniem w kalendarzu gregoriańskim. Do końca roku pozostaje 216 dni.

## Święta
- Imieniny obchodzą: Aleksander, Andrzej, Bogusław, Ermentruda, Izbylut, Magdalena, Maksymin, Maksymina, Piotr, Rajmund, Rajmunda, Stefan, Syzyniusz, Urszula i Wilhelm.
- Nigeria – Dzień Demokracji
- Międzynarodowe – Międzynarodowy Dzień Uczestników Misji Pokojowych ONZ
- Polska – Dzień Weterana Działań poza Granicami Państwa[1]
- Wspomnienia i święta w Kościele katolickim[2][3] obchodzą:
  - św. Andrzej z Chio (męczennik)
  - bł. Józef Gerard (prezbiter)
  - św. Paweł VI (papież) (Kościół powszechny)
  - bł. Stefan z Narbony, bł. Rajmund z Carbony (męczennicy franciszkańscy)
  - św. Urszula Ledóchowska (zakonnica)

## Wydarzenia w Polsce
- 1421 – Mińsk Mazowiecki otrzymał prawa miejskie.
- 1493 – Wielki mistrz zakonu krzyżackiego Johann von Tieffen złożył w Poznaniu hołd lenny królowi Janowi I Olbrachtowi.
- 1543 – Lubartów (wówczas pod nazwą Lewartów) uzyskał prawa miejskie.
- 1580 – Za zasługi w obronie wiary katolickiej i jako zachęta do dalszych działań, szczególnie przeciwko Turkom i Tatarom, papież Grzegorz XIII nadał królowi Stefanowi Batoremu tytuł „Fidei Defensor” („Obrońca Wiary”).
- 1768 – Poseł rosyjski w Warszawie Nikołaj Repnin wydał w imieniu carycy Katarzyny II Wielkiej deklarację przeciwko konfederacji barskiej.
- 1787 – Rada Nieustająca przyjęła uchwałę o zakupie za pieniądze z budżetu państwa Pałacu Brühla w Warszawie z przeznaczeniem na siedzibę rosyjskiej ambasady.
- 1792 – Zawieszono obrady Sejmu Wielkiego.
- 1831 – Powstanie listopadowe:
  - W Teatrze Narodowym w Warszawie wykonano po raz pierwszy pieśń patriotyczną Litwinka, czyli hymn legionistów litewskich.
  - Zwycięstwo powstańców w bitwie pod Rajgrodem.
- 1884 – Poświęcono sobór św. Aleksandra w Łodzi.
- 1885 – W Grodnie wybuchł pożar, który strawił większość Starego Miasta.
- 1919 – W Poznaniu zakończono budowę pociągu pancernego „Danuta“.
- 1920 – Wojna polsko-bolszewicka: Armia Czerwona rozpoczęła ofensywę na Ukrainie.
- 1921:
  - Poświęcono bazylikę Najświętszego Serca Pana Jezusa w Krakowie.
  - Rozpoczęto budowę portu w Gdyni.
- 1932 – Założono Instytut Radowy im. Marii Skłodowskiej-Curie w Warszawie (obecnie Narodowy Instytut Onkologii im. Marii Skłodowskiej-Curie – Państwowy Instytut Badawczy).
- 1934 – Bojówka ONR ostrzelała siedzibę PPS na warszawskiej Woli, raniąc 7 osób.
- 1943 – W ruinach warszawskiego getta Niemcy rozstrzelali około 530 więźniów Pawiaka.
- 1944:
  - 123 osoby zginęły w wyniku alianckiego nalotu bombowego na fabrykę benzyny syntetycznej w Policach.
  - Operacja „Most II”: na lądowisku „Motyl” w okolicach wsi Wał-Ruda koło Tarnowa wylądował samolot Douglas C-47 Skytrain z polskiej 1586. Eskadry Specjalnego Przeznaczenia.
- 1960:
  - Na antenie Programu I Polskiego Radia wyemitowano premierowy odcinek powieści radiowej W Jezioranach.
  - Zainaugurowało działalność Muzeum Starożytnego Hutnictwa Świętokrzyskiego w Nowej Słupi.
- 1974 – Sejm PRL przyjął ustawę o przekazywaniu państwu indywidualnych gospodarstw rolnych w zamian za dożywotnią rentę.
- 1993:
  - Polska zremisowała 1:1 z Anglią w rozegranym na Stadionie Śląskim w Chorzowie meczu eliminacyjnym do piłkarskich Mistrzostw Świata.
  - Prezydent RP Lech Wałęsa rozwiązał Sejm i Senat oraz zarządził przedterminowe wybory.
- 1997 – Premiera filmu Dzień wielkiej ryby w reżyserii Andrzeja Barańskiego.
- 2023 – Prezydent RP Andrzej Duda podpisał ustawę o powołaniu komisji ds. badania wpływów rosyjskich na bezpieczeństwo wewnętrzne Polski w latach 2007–2022, określoną przez projektodawców nazwą „lex anty-Putin”[4], a przez opozycję i część mediów nazwą „lex anty-Tusk”[5][6] lub „lex dopaść Tuska”[7]

## Wydarzenia na świecie

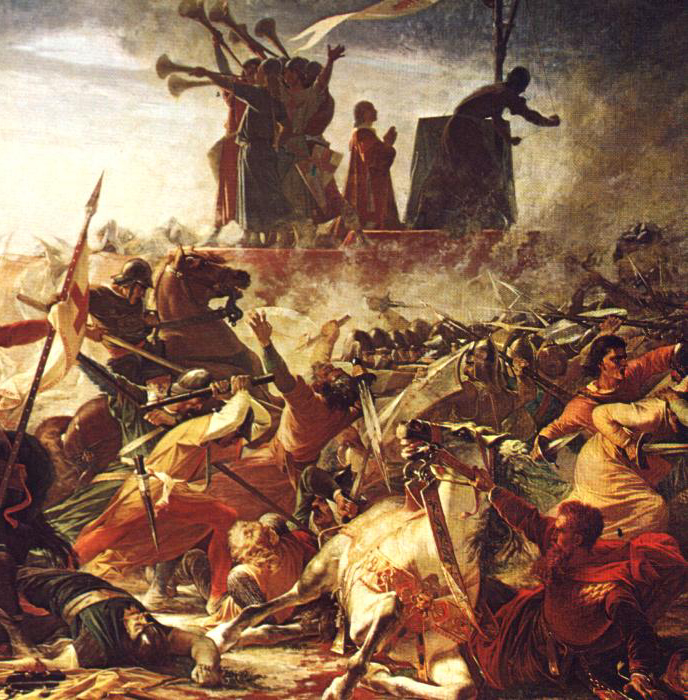
Bitwa pod Legnano (1176) na obrazie Amosa Cassioli

- 363 – Wojny rzymsko-sasanidzkie: zwycięstwo Rzymian w bitwie pod Ktezyfonem.
- 757 – Paweł I został papieżem.
- 1108 – Rekonkwista: porażka wojsk Kastylii i Leónu w bitwie pod Uclés z Almorawidami.
- 1138 – Antypapież Wiktor IV podporządkował się papieżowi Innocentemu II.
- 1167 – IV wojna włoska Fryderyka Barbarossy: zwycięstwo wojsk cesarskich nad Rzymianami w bitwie pod Tuskulum.
- 1176 – V wojna włoska Fryderyka Barbarossy: rycerstwo cesarskie poniosło klęskę w bitwie z oddziałami Ligi Lombardzkiej pod Legnano. Fryderyk I Barbarossa uznał autonomię miast włoskich.
- 1205 – Andrzej II został koronowany na króla Węgier i Chorwacji.
- 1259 – Po śmierci prawdopodobnie otrutego króla Danii Krzysztofa I na tron wstąpił jego 10-letni syn Eryk Glipping.
- 1311 – Sancho I został królem Majorki.
- 1328 – Filip VI Walezjusz został koronowany w katedrze w Reims na króla Francji.
- 1379 – Jan I został królem Kastylii i Leónu.
- 1415 – Sobór w Konstancji pozbawił urzędu antypapieża Jana XXIII.
- 1416 – I wojna wenecko-turecka: zwycięstwo floty weneckiej w bitwie koło Dardaneli.
- 1418 – Burgundczycy opanowali Paryż i dokonali rzezi Armaniaków.
- 1453 – Po trwającym od 6 kwietnia oblężeniu Konstantynopol został zdobyty przez wojska osmańskie pod wodzą sułtana Mehmeda II. W czasie obrony miasta poległ ostatni cesarz bizantyński Konstantyn XI Paleolog.
- 1500 – Płynący do Indii portugalski żeglarz, konkwistador i odkrywca Bartolomeu Dias utonął, gdy jego okręt uległ zniszczeniu podczas burzy w pobliżu odkrytego wcześniej przez siebie Przylądka Dobrej Nadziei.
- 1605 – Odbyła się koronacja papieska Pawła V.
- 1606:
  - Wasyl IV Szujski został carem Rosji.
  - Włoski malarz Caravaggio zamordował, prawdopodobnie nieumyślnie, młodego mężczyznę i został zmuszony do ucieczki z Rzymu.
- 1613 – W niemieckiej Turyngii potężna burza wywołała powódź, w wyniku której zginęło 2261 osób.
- 1619 – Zakończył się półroczny, międzynarodowy Synod kalwiński w holenderskim Dordrechcie.
- 1652 – I wojna angielsko-holenderska: zwycięstwo floty angielskiej w bitwie pod Dover.
- 1660 – Karol II Stuart wkroczył do Londynu i został królem Anglii i Szkocji – restauracja Stuartów.
- 1677 – Założono miasto Campos dos Goytacazes w Brazylii.
- 1692 – Wojna palatynacka: rozpoczęła się bitwa pod Barfleur między flotami angielsko-holenderską a francuską.
- 1724 – Kardynał Pietro Francesco Orsini został wybrany na papieża i przyjął imię Benedykt XIII.
- 1772 – Gustaw III został koronowany na króla Szwecji.
- 1780:
  - Amerykańska wojna o niepodległość: w czasie bitwy pod Waxhaw żołnierze brytyjscy z oddziału dowodzonego przez gen. Banastre’a Tarletona, mimo wywieszenia białej flagi, zamordowali 113, ranili 150 i schwytali 53 żołnierzy amerykańskich.
  - W Londynie wybuchły tygodniowe zamieszki, wywołane przez radykalnych protestantów pod wodzą lorda George’a Gordona, skierowane przeciwko ustępstwom na rzecz katolików.
- 1790 – Rhode Island jako ostatnia z trzynastu kolonii amerykańskich ratyfikowała konstytucję i została 13. stanem Unii.
- 1807 – Sułtan Imperium Osmańskiego Selim III został odsunięty od władzy w wyniku rebelii janczarów, która wyniosła na tron jego bratanka Mustafę IV.
- 1809 – V koalicja antyfrancuska: zwycięstwo Austriaków nad sprzymierzonymi z Francuzami wojskami bawarskimi w II bitwie pod Bergisel.
- 1814 – Hamburg został wyzwolony spod trwającej od 1806 roku okupacji francuskiej.
- 1825 – Karol X Burbon został koronowany w katedrze w Reims na króla Francji.
- 1848 – Wisconsin jako 30. stan dołączył do Unii.
- 1861 – Niemiecki astronom Christian Peters odkrył planetoidę (72) Feronia.
- 1873 – W Weimarze odbyła się premiera oratorium Chrystus Ferenca Liszta.
- 1881 – Agostino Depretis został po raz trzeci premierem Włoch.
- 1883 – Uruchomiono tramwaje konne w stolicy Trynidadu i Tobago Port-of-Spain.
- 1889 – Francuski astronom Auguste Charlois odkrył planetoidę (284) Amalia.
- 1895 – Wojska japońskie wylądowały na Tajwanie, scedowanym przez Chiny na rzecz Japonii po przegranej wojnie w latach 1894–95.
- 1897 – Założono szwedzki klub piłkarski IFK Norrköping.
- 1900 – Francuzi założyli Fort-Lamy (obecnie stolica Czadu Ndżamena).
- 1901 – W Dreźnie odbyła się premiera niemieckiej wersji opery Manru, jedynej w dorobku Ignacego Jana Paderewskiego. Premiera wersji polskiej odbyła się 8 czerwca we Lwowie.
- 1906 – Arvid Lindman został premierem Szwecji.
- 1912:
  - Grecja przystąpiła do antytureckiej Ligi Bałkańskiej.
  - W Théâtre du Châtelet w Paryżu odbyła się prapremiera baletu Popołudnie fauna z librettem i choreografią Wacława Niżyńskiego, scenografią Léona Baksta do muzyki z preludium poeamatu symfonicznego Popołudnie fauna Claude’a Debussy’ego.
- 1913 – W Paryżu odbyła się prapremiera baletu Święto wiosny z muzyką Igora Strawinskiego i jego oraz Nikołaja Roericha librettem.
- 1914 – Statek pasażerski „Empress of Ireland” zatonął na Atlantyku wraz z tysiącem pasażerów.
- 1915 – Teófilo Braga został prezydentem Portugalii.
- 1916 – Monterey Park w Kalifornii otrzymało prawa miejskie.
- 1918 – Przyjęto flagę Finlandii.
- 1919 – Obserwacja przesunięcia położenia gwiazd podczas zaćmienia Słońca potwierdziła teorię względności Alberta Einsteina.
- 1920:
  - Giovanni Battista Montini (przyszły papież Paweł VI) otrzymał w Brescii święcenia kapłańskie.
  - Wojna polsko-bolszewicka: rozpoczęła się bitwa pod Wołodarką koło Kijowa.
- 1921 – 99,5% mieszkańców Salzburga opowiedziało się w plebiscycie za przyłączeniem do Niemiec, jednak miasto pozostało częścią I Republiki Austriackiej.
- 1924 – Założono klub piłkarski Rayo Vallecano.
- 1926 – Proklamowano II Republikę Portugalską.
- 1935 – Francuski transatlantyk „Normandie” wypłynął w swój dziewiczy rejs z Hawru do Nowego Jorku.
- 1937:
  - Dokonano oblotu amerykańskiego wodnosamolotu Grumman G-21 Goose.
  - Francja (jako mandatariusz Syrii) i Turcja zawarły porozumienie, na mocy którego syryjski okręg Hatay otrzymał autonomię i został zdemilitaryzowany.
  - Hiszpańska wojna domowa: biorący udział w misji blokowania wybrzeża znajdującego się pod kontrolą socjalistów niemiecki krążownik ciężki „Deutschland” został zaatakowany w porcie Ibiza przez dwa rządowe bombowce, za sterami których siedzieli radzieccy piloci. W wyniku nalotu na miejscu zginęło 22 niemieckich marynarzy, a 83 zostało rannych, w tym kilkunastu ciężko. Ostatecznie liczba ofiar śmiertelnych wzrosła do 31.
- 1940 – Dokonano oblotu amerykańskiego myśliwca Vought F4U Corsair.
- 1942:
  - II wojna światowa w Afryce: dowódca Afrika Korps gen. Ludwig Crüwell został wzięty do niewoli po tym jak samolot którym leciał musiał lądować awaryjnie na terenie kontrolowanym przez Brytyjczyków.
  - Dokonano oblotu australijskiego myśliwca Commonwealth CA-12 Boomerang.
  - Utworzono Kuratorium do spraw wychowania młodzieży w Czechach i na Morawach.
- 1943 – Wojna na Pacyfiku: prawie 3 tys. japońskich żołnierzy na wyspie Attu na archipelagu Aleutów rzuciło się z bagnetami na Amerykanów w samobójczej szarży banzai. Do niewoli zostało wziętych tylko 28 z nich.
- 1944 – Bitwa o Atlantyk: na zachód od Wysp Kanaryjskich amerykańskie niszczyciele zatopiły niemiecki okręt podwodny U-549, w wyniku czego zginęła cała, 57-osobowa załoga.
- 1945 – Francuzi dokonali bombardowania Damaszku po tym jak rząd syryjski odmówił odwołania decyzji o wycofaniu obowiązkowej nauki języka francuskiego oraz przyznania gwarancji niezależności prywatnych szkół francuskich, utrzymania baz wojskowych i nieszkodzenia francuskim interesom militarnym i gospodarczym.
- 1946 – Powstała Mińska Fabryka Traktorów.
- 1947:
  - Douglas DC-4 należący do United Airlines rozbił się podczas startu do lotu z Nowego Jorku do Cleveland, w wyniku czego zginęły 42 osoby.
  - W katastrofie należącego do linii Flugfélag Íslands lecącego z Reykjavíku do Akureyri samolotu Douglas DC-3 zginęło wszystkich 25 osób na pokładzie.
- 1948:
  - I wojna izraelsko-arabska: wojska izraelskie rozpoczęły operacja „Filistia” przeciwko armii egipskiej.
  - Rada Bezpieczeństwa ONZ powołała organizację UNTSO mającą nadzorować zawieszenie broni w I wojnie izraelsko-arabskiej.
- 1949 – Wręczono po raz pierwszy nagrody Brytyjskiej Akademii Filmowej.
- 1951 – 83 górników zginęło w wyniku wybuchu metanu w kopalni koło angielskiego miasta Easington.
- 1953 – Nowozelandczyk Edmund Hillary wraz z nepalskim szerpą Tenzingiem Norgayem jako pierwsi w historii weszli na szczyt Mount Everestu.
- 1954:
  - Papież Pius X został kanonizowany przez Piusa XII.
  - W holenderskim Oosterbeek rozpoczęło się pierwsze spotkanie Grupy Bilderberg.
- 1958 – W Göteborgu otwarto stadion Ullevi.
- 1961 – Premiera filmu Rodzynek w słońcu w reżyserii Daniela Petriego.
- 1966 – Otwarto Stadion Azteków w mieście Meksyk.
- 1968 – Manchester United jako pierwszy angielski klub wygrał rozgrywki Pucharu Europy Mistrzów Krajowych, pokonując w finale na Stadionie Wembley w Londynie Benficę Lizbona 4:1 po dogrywce.
- 1970 – Były prezydent Argentyny gen. Pedro Eugenio Aramburu został porwany i następnie zamordowany przez lewicowych partyzantów z ugrupowania Montoneros.
- 1975 – Gustáv Husák został prezydentem Czechosłowacji.
- 1982 – Wojna o Falklandy: zwycięstwem Brytyjczyków zakończyła się dwudniowa bitwa o wzgórza Darwin i Goose Green.
- 1985 – 39 osób (38 Włochów i Belg) zginęło, a ponad 600 zostało rannych w zamieszkach między kibicami Liverpool F.C. i Juventus F.C. przed meczem finałowym Pucharu Europy na stadionie Heysel w Brukseli.
- 1988 – Prezydent USA Ronald Reagan rozpoczął swoją pierwszą wizytę w ZSRR.
- 1990:
  - Boris Jelcyn został przewodniczącym Rady Najwyższej RFSRR.
  - W Paryżu podpisano porozumienie o utworzeniu Europejskiego Banku Odbudowy i Rozwoju (EBOiR).
- 1991:
  - 10 osób zginęło, a 44 zostały ranne w przeprowadzonym przez ETA zamachu bombowym na koszary hiszpańskiej gwardii cywilnej w mieście Vic.
  - Albania i Wielka Brytania przywróciły stosunki dyplomatyczne.
  - Erytrea proklamowała niepodległość (od Etiopii).
- 1992:
  - Premiera komedii filmowej Zakonnica w przebraniu w reżyserii Emile’a Ardolino.
  - Na Białorusi obok rubla radzieckiego do obiegu został wprowadzony rubel białoruski.
- 1993 – W Solingen w Niemczech w wyniku podpalenia domu dla azylantów zginęło 5 Turczynek.
- 1996 – W Izraelu odbyły się wybory do Knessetu.
- 1999:
  - Bethuel Pakalitha Mosisili został premierem Lesotho.
  - Olusẹgun Ọbasanjọ został prezydentem Nigerii.
  - Szwedka Charlotte Nilsson wygrała w Jerozolimie 44. Konkurs Piosenki Eurowizji.
  - w Południowej Afryce utworzono Park Narodowy Góry Stołowej.
- 2000 – Na Fidżi doszło do przewrotu wojskowego.
- 2001 – Anatolij Kinach został premierem Ukrainy.
- 2005 – Francuzi odrzucili w referendum Konstytucję dla Wspólnoty Europejskiej.
- 2007:
  - Umaru Yar’Adua został prezydentem Nigerii.
  - W Rosji przeprowadzono pierwszą próbę pocisku balistycznego dalekiego zasięgu RS-24.
- 2010:
  - Niemka Lena Meyer-Landrut wygrała w Oslo 55. Konkurs Piosenki Eurowizji.
  - Viktor Orbán został po raz drugi premierem Węgier.
  - W Czechach odbyły się wybory parlamentarne.
- 2012 – 20 osób zginęło, a 300 zostało rannych w wyniku trzęsienia ziemi, które nawiedziło region Emilia-Romania we Włoszech.
- 2013 – W wyniku ataku drona w pakistańskiej prowincji Południowy Waziristan zginęło 5 członków organizacji Tehrik-i-Taliban Pakistan, w tym jeden z jej liderów Wali-ur-Rehman.
- 2014 – W stolicy Kazachstanu Astanie powołano do życia Euroazjatycką Unię Gospodarczą.
- 2015:
  - Juha Sipilä został premierem Finlandii.
  - Muhammadu Buhari został prezydentem Nigerii.
- 2016 – Vive Tauron Kielce wygrał, jako pierwszy polski klub, Ligę Mistrzów piłkarzy ręcznych, pokonując w meczu finałowym turnieju Final Four w Kolonii węgierski MVM Veszprém KC.
- 2019 – Egils Levits został wybrany przez Sejm na urząd prezydenta Łotwy.
- 2023 – Bola Tinubu został prezydentem Nigerii.

## Eksploracja kosmosu
- 1966 – Radziecka sonda Łuna 10 rozbiła się o powierzchnię Księżyca.
- 1974 – Został wystrzelony radziecki sztuczny satelita Księżyca Łuna 22.

## Urodzili się
- 1421 – Karol, nominalny król Nawarry (zm. 1461)
- 1439 – Pius III, papież (zm. 1503)
- 1444 – Otton III, książę szczeciński (zm. 1464)
- 1568 – Wirginia Medycejska, księżniczka Toskanii, księżna Modeny i Reggio (zm. 1615)
- 1594 – Gottfried Heinrich zu Pappenheim, niemiecki feldmarszałek (zm. 1632)
- 1605 – Hendrick van Anthonissen, holenderski malarz (zm. 1656)
- 1610 – Maria Cunitz, śląska astronom (zm. 1664)
- 1617 – Federico Borromeo, włoski kardynał (zm. 1673)
- 1627 – Anna de Montpensier, francuska księżna, pamiętnikarka (zm. 1693)
- 1630 – Karol II Stuart, król Anglii i Szkocji (zm. 1685)
- 1641 – (data chrztu) Thomas Heeremans, holenderski malarz, grafik (zm. 1694)
- 1667 – Karol Rudolf, książę Wirtembergii-Neuenstadt (zm. 1742)
- 1673 – Cornelis van Bijnkershoek, holenderski prawnik (zm. 1743)
- 1675 – Humphry Ditton, angielski matematyk (zm. 1715)
- 1680 – Ferdynand Albert II, książę Brunszwiku-Lüneburga (zm. 1735)
- 1716 – Louis Jean-Marie Daubenton, francuski przyrodnik (zm. 1800)
- 1733 – Giovanni Battista Caprara, włoski duchowny katolicki, arcybiskup Mediolanu, kardynał, nuncjusz apostolski (zm. 1810)
- 1736 – Patrick Henry, amerykański adwokat, plantator, polityk (zm. 1799)
- 1767 – Philippe Lebon, francuski inżynier, chemik (zm. 1804)
- 1769 – Anna Maria Taigi, włoska mistyczka, tercjarka trynitarska, błogosławiona (zm. 1837)
- 1770 – Aloys Bach, niemiecki duchowny i teolog katolicki, pedagog (zm. 1845)
- 1787 – Konstantin Batiuszkow, rosyjski poeta (zm. 1855)
- 1794:
  - Antoine Bussy, francuski chemik (zm. 1882)
  - Johann Heinrich von Mädler, niemiecki astronom (zm. 1874)
- 1797 – Franz Gramer, niemiecki historyk, pedagog (zm. 1865)
- 1799 – Maria Romanowa, rosyjska księżniczka (zm. 1800)
- 1802:
  - Jan Marcin Bansemer, polski kartograf, działacz emigracyjny (zm. 1840)
  - Heinrich Bürkel, niemiecki malarz (zm. 1869)
- 1816 – Ivan Kukuljević Sakcinski, chorwacki historyk, pisarz, polityk (zm. 1889)
- 1825:
  - David Birney, amerykański generał (zm. 1864)
  - William Henry Pope, kanadyjski polityk (zm. 1879)
- 1826 – Léon-Benoît-Charles Thomas, francuski duchowny katolicki, arcybiskup Rouen, kardynał (zm. 1894)
- 1827 – Timothy Daniel Sullivan, irlandzki nacjonalista, dziennikarz, polityk, poeta (zm. 1914)
- 1830:
  - Louise Michel, francuska działaczka anarchistyczna, bojowniczka Komuny Paryskiej, feministka, nauczycielka, poetka, pisarka, masonka (zm. 1905)
  - Janez Trdina, słoweński pisarz, historyk (zm. 1905)
- 1832 – Johannes Baptist Katschthaler, austriacki duchowny katolicki, arcybiskup Salzburga, kardynał (zm. 1914)
- 1835 – Georg Wolkenhauer, niemiecki przedsiębiorca (zm. 1905)
- 1836:
  - Tadeusz Peszyński, polski ziemianin, uczestnik powstania styczniowego (zm. 1908)
  - Scipio Tofini, włoski duchowny katolicki, wikariusz generalny pallotynów (zm. 1921)
- 1840 – Tadeusz Żłobikowski, polski psychiatra (zm. 1909)
- 1843:
  - Władysław Łoziński, polski pisarz, historyk (zm. 1913)
  - Abraham Perlmutter, polski talmudysta, poseł na Sejm RP pochodzenia żydowskiego (zm. 1930)
  - Émile Pessard, francuski kompozytor (zm. 1917)
- 1844 – Julius Bachmann, niemiecki urzędnik, nadburmistrz Bydgoszczy (zm. 1924)
- 1846 – Albert Apponyi, węgierski hrabia, polityk (zm. 1933)
- 1849 – Bronisław Kruczkiewicz, polski filolog klasyczny, latynista (zm. 1918)
- 1851 – Julius Leopold Pagel, niemiecki lekarz, historyk medycyny (zm. 1912)
- 1853:
  - Józef Latour, polski generał dywizji (zm. 1933)
  - Teodor Opęchowski, polski internista, fizjolog, wykładowca akademicki (zm. 1914)
- 1855 – David Bruce, szkocki mikrobiolog, lekarz wojskowy (zm. 1931)
- 1859 – Erich Wasmann, austriacki jezuita, entomolog (zm. 1931)
- 1860 – Isaac Albéniz, hiszpański kompozytor, pianista (zm. 1909)
- 1863 – Maximino Peña Muñoz, hiszpański malarz (zm. 1940)
- 1865 – Piotr Drzewiecki, polski polityk, prezydent Warszawy (zm. 1943)
- 1866 – Karol Liviero, włoski zakonnik, błogosławiony (zm. 1932)
- 1874:
  - Gilbert Keith Chesterton, brytyjski pisarz (zm. 1936)
  - Albin Eschrich, niemiecki dyrygent, kompozytor (zm. 1946)
- 1877 – Manuel Gómez González, hiszpański misjonarz, męczennik, błogosławiony (zm. 1924)
- 1878 – Antoni Ponikowski, polski geodeta, wykładowca akademicki, polityk, poseł na Sejm i premier RP (zm. 1949)
- 1880 – Oswald Spengler, niemiecki filozof kultury i historii (zm. 1936)
- 1881 – Alexander Ramsay, brytyjski arystokrata, komandor (zm. 1972)
- 1883:
  - Frank Benford, amerykański inżynier, elektrotechnik, fizyk (zm. 1948)
  - Mieczysław Wolfke, polski fizyk, wykładowca akademicki (zm. 1947)
- 1884 – Kurt Blumenfeld, niemiecki prawnik, polityk, działacz syjonistyczny pochodzenia żydowskiego (zm. 1963)
- 1885 – Ashley Dukes, brytyjski dramatopisarz, krytyk teatralny (zm. 1959)
- 1887 – Louis Thurstone, amerykański psycholog (zm. 1955)
- 1889 – Marlow Moss, brytyjska malarka, rzeźbiarka (zm. 1958)
- 1890:
  - Feodora, księżniczka Saksonii-Meiningen, ostatnia wielka księżna Saksonii-Weimar-Eisenach (zm. 1972)
  - Marian Neuteich, polski kompozytor, dyrygent, wiolonczelista pochodzenia żydowskiego (zm. 1943)
- 1891 – Czesław Wnorowski, polski komandor porucznik (zm. ?)
- 1892:
  - Max Brand, amerykański pisarz, dziennikarz (zm. 1944)
  - Alfonsina Storni, argentyńska poetka (zm. 1938)
- 1894:
  - Beatrice Lillie, kanadyjska aktorka komediowa (zm. 1989)
  - Josef von Sternberg, amerykański reżyser filmowy pochodzenia austriackiego (zm. 1969)
- 1895:
  - Stefan Glass, polski matematyk, poeta (zm. 1932)
  - Jan Mazurkiewicz, polski porucznik piechoty, działacz niepodległościowy, sędzia, prokurator (zm. 1964)
- 1897:
  - Erich Wolfgang Korngold, amerykański kompozytor, dyrygent (zm. 1957)
  - Jan Łobodziński, polski menedżer, działacz spółdzielczy, polityk, poseł na Sejm RP (zm. 1983)
  - Wojciech Ruszkowski, polski aktor (zm. 1976)
  - Johannes Winkler, niemiecki inżynier, pionier techniki rakietowej (zm. 1947)
  - Gustave Wuyts, belgijski lekkoatleta, kulomiot (zm. 1979)
- 1898 – Antonio Carlos Pacheco e Silva, brazylijski psychiatra (zm. 1997)
- 1899 – Rudolf Stein, niemiecki architekt, konserwator zabytków (zm. 1978)
- 1900:
  - David Maxwell Fyfe, brytyjski arystokrata, prawnik, polityk (zm. 1967)
  - Władysław Zych, polski artysta plastyk, twórca szkła artystycznego (zm. 1964)
- 1901:
  - Wacław Kleck, polski urzędnik, działacz związkowy i turystyczny (zm. 1939)
  - Julia Minc, polska dziennikarka pochodzenia żydowskiego (zm. 1987)
- 1902 – Mieczysław Braun, polski adwokat, poeta pochodzenia żydowskiego (zm. 1941/42)
- 1903 – Bob Hope, amerykański aktor, komik (zm. 2003)
- 1904 – Grigorij Ginzburg, rosyjski pianista, pedagog pochodzenia żydowskiego (zm. 1961)
- 1905 – Sebastian Shaw, brytyjski aktor, reżyser, prozaik, poeta, dramaturg (zm. 1994)
- 1906:
  - Marjorie Chambers, nowozelandzka pielęgniarka, działaczka społeczna (zm. 1989)
  - Sahak Karapetian, radziecki i armeński polityk komunistyczny (zm. 1987)
  - T.H. White, brytyjski pisarz (zm. 1964)
- 1907:
  - Denis Blundell, nowozelandzki krykiecista, prawnik, dyplomata, polityk (zm. 1984)
  - Maria Danilewicz Zielińska, polska pisarka (zm. 2003)
- 1908 – Gino Rossi, włoski bokser (zm. 1987)
- 1909 – Janina Żejmo, rosyjska aktorka pochodzenia polskiego (zm. 1987)
- 1910:
  - Henryk Janus, polski prawnik, polityk, poseł na Sejm PRL (zm. 1966)
  - Peter Platzer, austriacki piłkarz, bramkarz (zm. 1959)
- 1911:
  - Lea Goldberg, izraelska poetka, pisarka, dramaturg, tłumaczka literacka, wykładowczyni akademicka (zm. 1970)
  - Ludwik Jakobsfeld, polski działacz komunistyczny pochodzenia żydowskiego (zm. 1956)
  - Stanisław Tadeusz Skrzypek, polsko-amerykański historyk, prawnik, ekonomista (zm. 2007)
- 1912 – Thomas Monarch, amerykański kierowca wyścigowy (zm. 1964)
- 1913:
  - Abraham Karpinowicz, polsko-izraelski poeta, prozaik (zm. 2004)
  - Tony Zale, amerykański bokser pochodzenia polskiego (zm. 1997)
- 1914:
  - Georges Putmans, belgijski piłkarz (zm. 1989)
  - Iwan Rohacz, ukraiński dziennikarz, działacz młodzieżowy i polityczny na Zakarpaciu (zm. 1942)
- 1915:
  - Igor Buketoff, amerykański dyrygent, pedagog pochodzenia rosyjskiego (zm. 2001)
  - Wacław Eborowicz, polski duchowny katolicki, filolog, patrolog (zm. 1994)
- 1916:
  - Wacław Felczak, polski historyk, wykładowca akademicki, emisariusz rządu RP na uchodźstwie (zm. 1993)
  - Paul Pruyser, amerykański psycholog (zm. 1987)
  - David Scheinert, belgijski poeta, prozaik pochodzenia polsko-żydowskiego (zm. 1996)
- 1917 – John F. Kennedy, amerykański polityk, prezydent USA (zm. 1963)
- 1918:
  - Stanisław Sulima, polski inżynier metalurg, polityk, poseł na Sejm PRL (zm. 1972)
  - Robert C. Tucker, amerykański historyk, sowietolog, dyplomata (zm. 2010)
- 1919 – Simone Ortega, hiszpańska autorka kulinarna (zm. 2008)
- 1920:
  - John Harsanyi, amerykański ekonomista, matematyk, filozof, laureat Nagrody Banku Szwecji im. Alfreda Nobla w dziedzinie ekonomii pochodzenia węgierskiego (zm. 2000)
  - Clifton James, amerykański aktor (zm. 2017)
- 1921:
  - Walter Argus, nowozelandzki rugbysta (zm. 2016)
  - Karen Hoff, duńska kajakarka (zm. 2000)
  - Margit Nagy-Sándor, węgierska gimnastyczka (zm. 2001)
- 1922:
  - Stanisław Leszczyński, polski lekarz radiolog (zm. 2017)
  - Reginald Rodrigues, indyjski hokeista na trawie (zm. 1995)
  - Iannis Xenakis, grecki kompozytor, architekt (zm. 2001)
- 1923:
  - Roberto Herbster Gusmão, brazylijski prawnik, polityk (zm. 2019)
  - David Bernard Thompson, amerykański duchowny katolicki, biskup Charleston (zm. 2013)
- 1924 – Leszek Elektorowicz, polski poeta, prozaik, eseista, tłumacz (zm. 2019)
- 1925:
  - Basil Hirschowitz, amerykański gastroenterolog, wynalazca (zm. 2013)
  - Andrzej Hrynkiewicz, polski fizyk jądrowy, wykładowca akademicki, żołnierz AK (zm. 2016)
- 1926:
  - Katie Boyle, brytyjska aktorka, prezenterka telewizyjna (zm. 2018)
  - Larry Burrows, brytyjski fotoreporter (zm. 1971)
  - Halaevalu Mataʻaho ʻAhomeʻe, królowa Tonga (zm. 2017)
  - Andrzej Murzynowski, polski prawnik (zm. 2016)
  - Abdoulaye Wade, senegalski polityk, prezydent Senegalu
- 1927:
  - Igor Dmitrijew, rosyjski aktor (zm. 2008)
  - Varkey Vithayathil, indyjski duchowny katolicki, arcybiskup Ernakulam-Angamaly, kardynał (zm. 2011)
- 1928:
  - Harald Hennum, norweski piłkarz (zm. 1993)
  - Zygmunt Krzyżanowski, polski trener siatkówki (zm. 1980)
  - Masaru Satō, japoński kompozytor (zm. 1999)
  - George A. Sinner, amerykański polityk (zm. 2018)
  - Martin Wierstra, holenderski kolarz torowy (zm. 1985)
- 1929:
  - Jerzy Bętkowski, polski koszykarz, trener (zm. 2017)
  - Harry Gordon Frankfurt, amerykański filozof (zm. 2023)
  - Peter Higgs, brytyjski fizyk teoretyczny, laureat Nagrody Nobla w dziedzinie fizyki (zm. 2024)
  - Väinö Markkanen, fiński strzelec sportowy (zm. 2022)
  - Wanda Nowakowska, polska historyk sztuki (zm. 2024)
- 1930:
  - Asbjørn Hansen, norweski piłkarz, bramkarz (zm. 2017)
  - Vendyl Jones, amerykański pastor, biblista, archeolog (zm. 2010)
  - Augustyn Pocwa, polski piłkarz, trener (zm. 1986)
- 1931:
  - Osvaldo Cruz, argentyński piłkarz (zm. 2023)
  - Adolf Jakubowicz, polski polityk, poseł na Sejm PRL (zm. 1982)
  - Jerzy Poskuta, polski biolog, wykładowca akademicki (zm. 2012)
  - Mieczysław Rutyna, polski lekkoatleta, chodziarz
- 1932:
  - Gábor Delneky, węgierski szablista (zm. 2008)
  - Paul R. Ehrlich, amerykański biolog, demograf, pedagog
  - Richie Guerin, amerykański koszykarz
  - Rune Jansson, szwedzki zapaśnik (zm. 2018)
  - Alan Shorter, amerykański trębacz jazzowy (zm. 1987)
- 1933:
  - Nikoła Pydewski, bułgarski szachista (zm. 2023)
  - Abd ar-Rahman Munif, saudyjski pisarz (zm. 2004)
  - Helmuth Rilling, niemiecki dyrygent
  - Nick Whitehead, brytyjski lekkoatleta, sprinter (zm. 2002)
  - William Yorzyk, amerykański pływak (zm. 2020)
- 1934 – Eugene Marino, amerykański duchowny katolicki, arcybiskup metropolita Atlanty (zm. 2000)
- 1935:
  - Teresa Belczyńska, polska aktorka (zm. 1996)
  - André Brink, południowoafrykański prozaik, eseista, dramaturg, tłumacz (zm. 2015)
  - Boro Drašković, serbski dramaturg, reżyser i scenarzysta filmowy
  - Emmanuel Plattner, szwajcarski kolarz przełajowy, torowy i szosowy
  - Bruno Rodzik, francuski piłkarz pochodzenia polskiego (zm. 1998)
  - Edward Szpilewski, polski matematyk, wykładowca akademicki (zm. 2017)
- 1936 – Wiaczesław Owczinnikow, rosyjski kompozytor muzyki filmowej (zm. 2019)
- 1937:
  - Alois Kothgasser, austriacki duchowny katolicki, salezjanin, arcybiskup Salzburga (zm. 2024)
  - Hibari Misora, japońska piosenkarka, aktorka (zm. 1989)
  - Julian Radziewicz, polski pedagog, publicysta (zm. 2007)
  - Irmin Schmidt, niemiecki klawiszowiec, wokalista, kompozytor, członek zespołu Can
  - Alwin Schockemöhle, niemiecki jeździec sportowy
  - Engelbert Siebler, niemiecki duchowny katolicki, biskup pomocniczy Monachium i Freising (zm. 2018)
- 1938 – Karsten Alnæs, norweski pisarz, historyk
- 1939:
  - Mary Banotti, irlandzka pielęgniarka, działaczka społeczna, polityk, eurodeputowana (zm. 2024)
  - Denis O’Callaghan, australijski rugbysta, trener (zm. 2017)
  - Czesław Rychlicki, polski duchowny katolicki, teolog dogmatyczny i ekumeniczny (zm. 2022)
  - Al Unser, amerykański kierowca wyścigowy (zm. 2021)
  - Luigi Vinci, włoski działacz komunistyczny, polityk
- 1940:
  - James J. Fox, amerykański antropolog
  - Marian Kępiński, polski prawnik, wykładowca akademicki (zm. 2018)
  - Raymond Lahey, kanadyjski duchowny katolicki, biskup Antigonish (zm. 2022)
  - Farooq Leghari, pakistański polityk, prezydent Pakistanu (zm. 2010)
  - Donal Murray, irlandzki duchowny katolicki, biskup Limerick (zm. 2024)
- 1941:
  - Inger Aufles, norweska biegaczka narciarska
  - Pepi Bader, niemiecki bobsleista (zm. 2021)
  - Marian Głosek, polski archeolog, profesor nauk humanistycznych
- 1942:
  - Edward Bańkowski, polski lekarz, biochemik
  - Kevin Conway, amerykański aktor, reżyser i producent filmowy (zm. 2020)
  - Jerzy Szabatin, polski elektronik, profesor nauk technicznych
- 1943:
  - Ion Ciubuc, mołdawski ekonomista, polityk, premier Mołdawii (zm. 2018)
  - Jan Kůrka, czeski strzelec sportowy
  - Antoni Pacyński, polski jeździec sportowy, trener
- 1944:
  - Helmut Berger, austriacki aktor (zm. 2023)
  - Maurice Bishop, grenadyjski prawnik, polityk, premier Grenady (zm. 1983)
  - Ryōichi Ikegami, japoński mangaka
  - Bogdan Królewski, polski polityk, poseł na Sejm PRL, wiceminister rolnictwa i gospodarki żywnościowej (zm. 2013)
- 1945:
  - Gary Brooker, brytyjski muzyk, pianista, wokalista, członek zespołu Procol Harum (zm. 2022)
  - Manuel Duarte, portugalski piłkarz (zm. 2022)
- 1946:
  - Niels-Henning Ørsted Pedersen, duński basista jazzowy (zm. 2005)
  - Héctor Veira, argentyński piłkarz, trener
  - Krzysztof Wolfram, polski leśnik, ekolog, polityk, poseł na Sejm RP
  - Héctor Yazalde, argentyński piłkarz (zm. 1997)
- 1947:
  - Marek Fiedler, polski pisarz, podróżnik
  - Barbara Marianowska, polska ekonomistka, polityk, poseł na Sejm RP (zm. 2012)
  - Anatolij Poliwoda, ukraiński koszykarz (zm. 2024)
  - Herman Simm, estoński polityk, szpieg rosyjski
- 1948:
  - Michael Berkeley, brytyjski kompozytor, dziennikarz muzyczny
  - Jacek Fuglewicz, polski dziennikarz radiowy, samorządowiec (zm. 2016)
  - Krzysztof Włodzimierz Kasprzyk, polski fizyk, dziennikarz, dyplomata, polityk, współzałożyciel KOD (zm. 2021)
  - Jean Legrez, francuski duchowny katolicki, arcybiskup Albi
  - Edward Scharfenberger, amerykański duchowny katolicki, biskup Albany
- 1949:
  - Brian Kidd, angielski piłkarz, trener
  - Wilhelm Kreuz, austriacki piłkarz, trener
  - Maciej Łętowski, polski prawnik, dziennikarz
  - Sead Mahmutefendić, bośniacki i chorwacki prozaik, poeta, publicysta, krytyk literacki
  - Francis Rossi, brytyjski wokalista, gitarzysta, autor tekstów, członek zespołu Status Quo
- 1950:
  - Isabel Alçada, portugalska pisarka, polityk
  - Christodulos Neofitu, cypryjski ekonomista, polityk
- 1951:
  - Don Baird, australijski lekkoatleta, tyczkarz
  - Manuel Gomes, portugalski trener piłkarski
  - Bernard Jąder, polski żużlowiec, trener
  - Maximino Martínez Miranda, meksykański duchowny katolicki, biskup pomocniczy Toluca
  - Michael McDowell, irlandzki prawnik, polityk
  - Michael O’Neill, amerykański aktor
  - Andrzej Rachuba, polski historyk, wykładowca akademicki
- 1952:
  - Norbert Dürpisch, niemiecki kolarz torowy
  - Andrzej Mazur, polski chirurg, menedżer, samorządowiec, przewodniczący sejmiku opolskiego
  - Pia Tafdrup, duńska poetka, pisarka, tłumaczka
  - Barbara Winiarska, polska aktorka (zm. 2002)
- 1953:
  - Aleksandr Abdułow, rosyjski aktor (zm. 2008)
  - Karla DeVito, amerykańska aktorka, piosenkarka
  - Danny Elfman, amerykański muzyk, kompozytor, członek zespołu Oingo Boingo
  - Krzysztof Grabowski, polski producent i reżyser filmowy i telewizyjny
  - Agnieszka Mandat, polska aktorka
  - Susan Rojcewicz, amerykańska koszykarka, trenerka
  - Hans Wallner, austriacki skoczek narciarski
  - Joyce Yakubowich, amerykańska lekkoatletka, sprinterka (zm. 2024)
- 1954:
  - Gary L. Francione, amerykański prawnik, obrońca praw zwierząt
  - John Hencken, amerykański pływak
  - Serhij Hołowaty, ukraiński prawnik, polityk
  - Pankaj Kapoor, indyjski aktor
  - Jerry Moran, amerykański polityk, senator
  - Jacqueline Todten, niemiecka lekkoatletka, oszczepniczka
- 1955:
  - Frank Baumgartl, niemiecki lekkoatleta, długodystansowiec (zm. 2010)
  - John Hinckley Jr., amerykański zamachowiec
  - Mike Porcaro, amerykański basista, członek zespołu Toto (zm. 2015)
  - Frank Wartenberg, niemiecki lekkoatleta, skoczek w dal
- 1956:
  - Bjarni Friðriksson, islandzki judoka
  - La Toya Jackson, amerykańska piosenkarka, autorka tekstów, aktorka, modelka
  - Albert Pobor, chorwacki trener piłkarski (zm. 2022)
- 1957:
  - Jerzy Ferdynand Adamski, polski historyk, samorządowiec, wójt gminy Dydnia
  - Martín Caparrós, argentyński pisarz, dziennikarz
  - Jeb Hensarling, amerykański polityk, kongresman
  - Ted Levine, amerykański aktor
  - Jean-Christophe Yoccoz, francuski matematyk (zm. 2016)
- 1958:
  - Annette Bening, amerykańska aktorka
  - Stefan Ciekański, polski kolarz szosowy
  - Juliano Mer-Khamis, izraelski aktor, reżyser, pacyfista (zm. 2011)
  - Mark Sołonin, rosyjski pisarz, publicysta historyczny
- 1959:
  - Krzysztof Dzierma, polski aktor niezawodowy, kompozytor
  - Rupert Everett, brytyjski aktor, pisarz, piosenkarz, model
  - Adrian Paul, brytyjski aktor
  - Andrzej Sosnowski, polski poeta, tłumacz
- 1960:
  - Leszek Abrahamowicz, polski aktor
  - Karl Ulrich Bartz-Schmidt, niemiecki okulista
  - Bill Williams, amerykański projektant gier komputerowych (zm. 1998)
- 1961:
  - Melissa Etheridge, amerykańska piosenkarka
  - Juan Miguel Ferrer Grenesche, hiszpański duchowny katolicki, urzędnik Kurii Rzymskiej
  - Włodzimierz Pinczak, polski samorządowiec, burmistrz Stęszewa
  - Wojciech Rotarski, polski historyk, działacz opozycji antykomunistycznej
  - Gregg Thompson, amerykański piłkarz
  - Charlie Yankos, australijski piłkarz pochodzenia greckiego
- 1962:
  - Eric Davis, amerykański baseballista
  - Béla Tibor Jeszenszky, węgierski muzyk, wokalista, członek zespołów Hungária, Dolly Roll i Step (zm. 2008)
  - Marek Koniarek, polski piłkarz, trener
  - John D. LeMay, amerykański aktor
  - Leszek Matysiak, polski żużlowiec
  - Jan Paweł Pełech, polski operator filmowy, pedagog
- 1963:
  - Petja Awramowa, bułgarska inżynier, działaczka samorządowa, polityk
  - Blaze Bayley, brytyjski wokalista, członek zespołów: Wolfsbane, Iron Maiden, Blaze Bayley i The Foundry
  - Tracey E. Bregman, niemiecka aktorka
  - Ukyō Katayama, japoński kierowca wyścigowy
  - Robert Mróz, polski pulmonolog, muzyk, kompozytor
  - Zhu Jianhua, chiński lekkoatleta, skoczek wzwyż
- 1964:
  - Oswaldo Negri Jr., brazylijski kierowca wyścigowy
  - Charles Scerri, maltański piłkarz
  - Ewa Szeląg, polska piłkarka ręczna
- 1965:
  - Pierre Aubameyang, gaboński piłkarz
  - Andrea Bellati, szwajcarski kolarz szosowy
  - Cezary Gurjew, polski dziennikarz sportowy
  - Jarmo Myllys, fiński hokeista, bramkarz
  - Matthew Porretta, amerykański aktor
  - Marcelo Ramírez, chilijski piłkarz, bramkarz
  - Emilio Sánchez, hiszpański tenisista
- 1966:
  - Igor Chalupec, polski finansista, przedsiębiorca
  - Antonio Fanelli, włoski kolarz szosowy i torowy
  - Henrik Sass Larsen, duński polityk
  - Tomasz Skory, polski dziennikarz
- 1967:
  - Jewgienij Alejnikow, rosyjski strzelec sportowy (zm. 2024)
  - Omar Arellano, meksykański piłkarz, trener
  - José Cordeiro, portugalski duchowny katolicki, biskup Bragançy-Mirandy
  - Noel Gallagher, brytyjski gitarzysta, wokalista, członek zespołu Oasis
  - Mike Keane, kanadyjski hokeista
  - Éric Magnin, francuski kolarz torowy i szosowy
  - John Medlen, amerykański aktor
  - Shazza, polska piosenkarka
  - Bohdan Sláma, czeski aktor, reżyser i scenarzysta filmowy
  - Ingo Steinhöfel, niemiecki sztangista
- 1968:
  - Tate George, amerykański koszykarz
  - Frank Kratovil, amerykański polityk
  - Øyvind Skaanes, norweski biegacz narciarski
  - Waldemar Wilkołek, polski artysta kabaretowy, członek Kabaretu Ani Mru-Mru
- 1969:
  - Albert Bartosz, polski społecznik, samorządowiec, wójt gminy Oświęcim
  - Peter Karlsson, szwedzki tenisista stołowy
  - Benjamin Pereira Da Silva, brazylijski piłkarz plażowy
  - Wiltrud Probst, niemiecka tenisistka
- 1970:
  - Krzysztof Bizio, polski dramaturg, prozaik, scenarzysta, autor słuchowisk radiowych, architekt
  - Roberto Di Matteo, włoski piłkarz, trener
  - Attila Kuttor, węgierski piłkarz, trener
  - Tomasz Różycki, polski poeta, tłumacz
- 1971:
  - Jarosław Gryz, polski politolog, profesor nauk społecznych
  - Anna Johansson, szwedzka działaczka samorządowa, polityk
  - Bernd Mayländer, niemiecki kierowca wyścigowy
  - Marcin Pałasz, polski pisarz
  - Horace Stoute, barbadoski piłkarz, bramkarz
- 1972:
  - Babakuli Annakow, turkmeński szachista, trener
  - Laverne Cox, amerykańska aktorka
  - Közi, japoński muzyk, kompozytor
- 1973:
  - Malcolm Allen, australijski pływak
  - Anthony Azizi, amerykański aktor pochodzenia irańskiego
  - Carlos Bonow, brazylijski aktor
  - Katarzyna Łata, polska fotograf
  - Alpay Özalan, turecki piłkarz
  - Radek Slončík, czeski piłkarz
  - Keith Fullerton Whitman, amerykański twórca muzyki elektronicznej
  - Frank Zenker, niemiecki didżej
- 1974:
  - Ewa Kozanecka, polska działaczka związkowa, polityk, poseł na Sejm RP
  - Magdalena Kuźniewska, polska aktorka
  - Gabriela Vergara, kolumbijska aktorka
- 1975:
  - Jacek Banaszyński, polski piłkarz
  - David Burtka, amerykański aktor
  - Mel B, brytyjska piosenkarka, aktorka
  - Nikołaj Cułygin, rosyjski hokeista, trener
  - Artur Malewski, polski artysta sztuk wizualnych, performer
  - Agnieszka Tomczak-Mełnicka, polska wioślarka
  - Alaksandr Żuryk, białoruski hokeista, trener
- 1976:
  - Maceo Baston, amerykański koszykarz
  - Dave Buckner, amerykański perkusista, członek zespołu Papa Roach
  - Yūsuke Iseya, japoński aktor, reżyser, przedsiębiorca
  - Siarhiej Lachowicz, białoruski bokser
  - Jegor Titow, rosyjski piłkarz
- 1977:
  - Massimo Ambrosini, włoski piłkarz
  - Marco Cassetti, włoski piłkarz
  - Travis Fulton, amerykański bokser, kickbokser, zawodnik MMA (zm. 2021)
  - Christina Kałczewa, bułgarska lekkoatletka, skoczkini wzwyż
  - António Lebo Lebo, angolski piłkarz
  - Robert Szczerbaniuk, polski siatkarz
- 1978:
  - Sébastien Grosjean, francuski tenisista
  - Dominik Jokiel, polski gitarzysta, członek zespołów Aion i Turbo (zm. 2022)
  - Lorenzo Odone, Amerykanin pochodzenia włoskiego chorujący na adrenoleukodystrofię (zm. 2008)
  - Anna Rakowska-Trela, polska prawniczka, działaczka samorządowa
- 1979:
  - Arne Friedrich, niemiecki piłkarz
  - Pawieł Gierasimow, rosyjski lekkoatleta, tyczkarz
  - Andy Kirk, północnoirlandzki piłkarz
  - Ivanka Matić, serbska koszykarka
  - Natalja Nazarowa, rosyjska lekkoatletka, sprinterka
  - Janneke van Tienen, holenderska siatkarka
- 1980:
  - Ilaria Bianco, włoska szablistka
  - Ernesto Farías, argentyński piłkarz
  - Evie Dominikovic, australijska tenisistka pochodzenia chorwackiego
  - Anna Naszkiewicz, polska działaczka samorządowa, wicemarszałek województwa podlaskiego
- 1981:
  - Andriej Arszawin, rosyjski piłkarz
  - Justin Chon, amerykański aktor pochodzenia koreańskiego
  - Laura Sánchez, hiszpańska aktorka, modelka
- 1982:
  - Ailyn, hiszpańska piosenkarka
  - Ana Beatriz Barros, brazylijska modelka
  - Anita Briem, islandzka aktorka
  - Mlungisi Dlamini, południowoafrykański bokser (zm. 2010)
  - Natalija Dobrynska, ukraińska lekkoatletka, wieloboistka
  - Łukasz Kwiatkowski, polski kolarz torowy (zm. 2018)
  - Bjarte Myrhol, norweski piłkarz ręczny
  - Łukasz Pacocha, polski koszykarz
  - Sandra-Hélèna Tavares, portugalska lekkoatletka, tyczkarka
- 1983:
  - Andrej Harbunou, białoruski piłkarz
  - Alberto Medina, meksykański piłkarz
  - Jewgienija Polakowa, rosyjska lekkoatletka, sprinterka
  - Piotr Sak, polski prawnik, polityk, poseł na Sejm RP
  - Ałła Ważenina, kazachska sztangistka
- 1984:
  - Carmelo Anthony, amerykański koszykarz
  - Andrew Crofts, walijski piłkarz
  - Gauthier Grumier, francuski szpadzista
  - Prapawadee Jaroenrattanatarakoon, tajska sztangistka
  - Funmi Jimoh, amerykańska lekkoatletka, skoczkini w dal
  - Kaycee Stroh, amerykańska aktorka, tancerka, piosenkarka
  - Aleksiej Tiszczenko, rosyjski bokser
- 1985:
  - Momed Hagy, mozambicki piłkarz
  - Hernanes, brazylijski piłkarz
  - Jeff Hughes, północnoirlandzki piłkarz
  - Naile İvegin, turecka koszykarka
  - Magdalena Krysztoforska-Beucher, polska śpiewaczka operowa (sopran), kompozytorka
  - Max Plaxton, kanadyjski kolarz górski i przełajowy
  - Toafa Takaniko, francuski siatkarz
  - Miroslav Vulićević, serbski piłkarz
  - Yu Jing, chińska łyżwiarka szybka
- 1986:
  - Mikałaj Asipowicz, białoruski piłkarz
  - Caio, brazylijski piłkarz
  - Danny Fox, szkocki piłkarz pochodzenia angielskiego
  - Eleazar Gómez, meksykański aktor, piosenkarz, model
  - Besa Kokёdhima, albańska piosenkarka
  - Darja Kustawa, białoruska tenisistka
  - Dylan Postl, amerykański wrestler
  - Dawid Szufryn, polski piłkarz
- 1987:
  - Víctor Barrio, hiszpański torreador (zm. 2016)
  - Yanet Bermoy, kubańska judoczka
  - Alonzo Gee, amerykański koszykarz
  - Pearl Mackie, brytyjska aktorka, piosenkarka
  - Noah Reid, kanadyjski aktor
  - Piotr Rogoża, polski pisarz science fiction
- 1988:
  - Łukasz Bocian, polski piłkarz
  - Cheng Fei, chiński gimnastyk
  - Tobin Heath, amerykańska piłkarka
  - Tomáš Hořava, czeski piłkarz
  - Daria Kinzer, chorwacka piosenkarka
  - Sebastian Marshall, brytyjski pilot rajdowy
  - Carmen Martín, hiszpańska piłkarka ręczna
  - Steve Mason, kanadyjski hokeista, bramkarz
  - Andrei Nechita, rumuński kolarz szosowy
- 1989:
  - Martín Campaña, urugwajski piłkarz, bramkarz
  - Quentin Gilbert, francuski kierowca rajdowy
  - Eyþór Ingi Gunnlaugsson, islandzki piosenkarz
  - Riley Keough, amerykańska aktorka
  - Maksim Marozau, białoruski siatkarz
  - Petros Matheus, brazylijski piłkarz
  - David Meyler, irlandzki piłkarz
  - Ksienija Moskwina, rosyjska pływaczka
  - Brandon Mychal Smith, amerykański aktor, raper, piosenkarz
- 1990:
  - Stéphane Badji, senegalski piłkarz
  - Thibaut Pinot, francuski kolarz szosowy
  - Ramil Guliyev, azersko-turecki lekkoatleta, sprinter
  - Trevor Rosenthal, amerykański baseballista
  - Oliver Sorg, niemiecki piłkarz
  - Björn Daníel Sverrisson, islandzki piłkarz
- 1991:
  - Layeş Abdullayeva, azerska lekkoatletka, biegaczka średnio- i długodystansowa pochodzenia etiopskiego
  - Arijan Ademi, chorwacki piłkarz pochodzenia albańskiego
  - Luca Braidot, włoski kolarz górski
  - Oskar Eriksson, szwedzki curler
  - Marat Grigorian, ormiański kick-boxer
  - Tan Zhongyi, chińska szachistka
- 1992:
  - Melsahn Basabe, amerykański koszykarz
  - Nika Kwekweskiri, gruziński piłkarz
  - Aldona Morawiec, polska koszykarka
  - Gregg Sulkin, brytyjski aktor
- 1993:
  - Richard Carapaz, ekwadorski kolarz szosowy
  - Jana Čepelová, słowacka tenisistka
  - Hjörvar Steinn Grétarsson, islandzki szachista
  - Maika Monroe, amerykańska aktorka, kitesurferka
  - Grete Šadeiko, estońska lekkoatletka, wieloboistka
  - Paulina Schmiedel, niemiecka pływaczka
- 1994:
  - Christian Harrison, amerykański tenisista
  - Aurélien Ngeyitala, kongijski piłkarz
  - Johanna Skottheim, szwedzka biathlonistka
  - Dmitrij Żywogladow, rosyjski piłkarz
- 1995:
  - Rajbek Bisultanov, duński zapaśnik pochodzenia czeczeńskiego
  - Steven Haney, amerykański koszykarz
  - Nicolas Pépé, iworyjski piłkarz
  - Stanisław Szarow, rosyjski koszykarz
  - Wang Na, chińska lekkoatletka, chodziarka
- 1996:
  - Magdalena Bokun, polska lekkoatletka, skoczkini w dal
  - Halvor Egner Granerud, norweski skoczek narciarski
  - Stanley Johnson, amerykański koszykarz
  - Lim Hyo-jun, południowokoreański łyżwiarz szybki, specjalista short tracku
- 1997:
  - Wojciech Kazieczko, polski kick-boxer, zawodnik MMA
  - Night Lovell, kanadyjski raper, autor tekstów, producent muzyczny
  - Walerija Wasniecowa, rosyjska biathlonistka
- 1998:
  - Clément Champoussin, francuski kolarz szosowy
  - Markelle Fultz, amerykański koszykarz
  - Luka Loczoszwili, gruziński piłkarz
  - Felix Passlack, niemiecki piłkarz
  - Austin Reaves, amerykański koszykarz
- 1999:
  - Piotr Kudłaszyk, polski sztangista
  - Witalij Mykołenko, ukraiński piłkarz
- 2000:
  - Luan Capanni, brazylijski piłkarz pochodzenia włoskiego
  - Sakutarō Kobayashi, japoński kombinator norweski, skoczek narciarski
  - Jelena Krasowska, rosyjska wspinaczka sportowa
  - Yuan Sijun, chiński snookerzysta
  - Adam Zdrójkowski, polski aktor
  - Jakub Zdrójkowski, polski aktor
- 2001:
  - Oussama El Azzouzi,, marokański piłkarz
  - Andrew Torgashev, amerykański łyżwiarz figurowy pochodzenia rosyjsko-ukraińskiego
- 2002:
  - Julia Riera, argentyńska tenisistka
  - Kajetan Szmyt, polski piłkarz
  - Marcin Zawół, polski biathlonista
- 2003:
  - Zander Rhodes, amerykańska florecistka
  - Marko Sapuha, ukraiński piłkarz
- 2006:
  - Taja Bodlaj, słoweńska skoczkini narciarska
  - Dommaraju Gukesh, indyjski szachista

## Zmarli
- 931 – Jimeno Garces, król Nawarry (ur. ?)
- 1242:
  - Rajmund z Carbony, francuski franciszkanin, męczennik, błogosławiony (ur. ?)
  - Stefan z Narbony, francuski franciszkanin, inkwizytor, męczennik, błogosławiony (ur. ?)
- 1259 – Krzysztof I, król Danii (ur. 1219)
- 1300 – Tommaso d’Ocra, włoski kardynał (ur. ?)
- 1311 – Jakub II, król Majorki (ur. 1243)
- 1358 – Fadryk Alfons Kastylijski, wielki mistrz zakonu Santiago, pan na Haro (ur. 1333)
- 1379 – Henryk II Trastámara, król Kastylii i Leónu (ur. 1333)
- 1425 – Hongxi, cesarz Chin (ur. 1378)
- 1438 – Giordano Orsini, włoski duchowny katolicki, arcybiskup Neapolu, kardynał (ur. ?)
- 1453:
  - Péré Julia, kataloński wojskowy, konsul w Konstantynopolu (ur. ?)
  - Konstantyn XI Paleolog, ostatni cesarz bizantyński (ur. 1405)
- 1460 – Bolko V Husyta, książę głogówecki, prudnicki, niemodliński i strzelecki (ur. ok. 1400)
- 1500 – Bartolomeu Dias, portugalski żeglarz, odkrywca (ur. ok. 1450)
- 1511 – Nicolas Freya Ovando, hiszpański arystokrata, konkwistador (ur. ok. 1450)
- 1565 – (lub 28 maja) Mikołaj Krzysztof Radziwiłł, marszałek wielki litewski, kanclerz wielki litewski, wojewoda wileński (ur. 1515)
- 1596 – Filippo Sega, włoski duchowny katolicki, biskup Ripatransone, kardynał, nuncjusz apostolski (ur. 1537)
- 1637 – Jiří Třanovský, czeski pastor, pisarz religijny (ur. 1592)
- 1645 – Adam Christian Agricola, niemiecki kaznodzieja ewangelicki (ur. 1593)
- 1647 – (data pogrzebu) Pieter Quast, holenderski malarz, rysownik (ur. ok. 1606)
- 1691 – Cornelis Tromp, holenderski admirał (ur. 1629)
- 1695 – Giuseppe Recco, włoski malarz (ur. 1634)
- 1697 – Giovanni Francesco Grossi, włoski śpiewak, kastrat (ur. 1653)
- 1712 – Hieronim Wierzbowski, polski duchowny katolicki, biskup pomocniczy poznański (ur. 1648)
- 1716 – Carl Piper, szwedzki hrabia, polityk (ur. 1647)
- 1766 – Toubia El Khazen z Bekaata Kanaan, libański duchowny, maronicki patriarcha Antiochii i całego Wschodu (ur. ?)
- 1790 – Israel Putnam, amerykański generał (ur. 1718)
- 1798 – Piotr Bielański, ukraiński duchowny greckokatolicki, biskup lwowski, administrator eparchii przemyskiej (ur. 1736)
- 1814 – Józefina, cesarzowa Francuzów (ur. 1763)
- 1815 – Menachem Mendel, żydowski rabin, pisarz (ur. 1745)
- 1829 – Humphry Davy, brytyjski chemik, fizyk (ur. 1778)
- 1833 – Paul Johann Anselm von Feuerbach, niemiecki prawnik, uczony (ur. 1775)
- 1845 – Michał Piwnicki, polski duchowny katolicki, biskup łucko-żytomierski (ur. 1771)
- 1857 – Zofia Habsburg, arcyksiężniczka austriacka (ur. 1855)
- 1861 – Joachim Lelewel, polski historyk, bibliograf, numizmatyk, poliglota, heraldyk, działacz polityczny (ur. 1786)
- 1862:
  - Henry Thomas Buckle, brytyjski filozof, historyk kultury, socjolog, szachista (ur. 1821)
  - Franciszek Mirecki, polski kompozytor, pianista, pedagog (ur. 1791)
  - Evaristo de San Miguel, hiszpański polityk, żołnierz, poeta, historyk (ur. 1785)
- 1866 – Winfield Scott, amerykański generał (ur. 1786)
- 1868 – Aleksander Zdanowicz, polski historyk, filolog, pedagog, autor podręczników (ur. 1805 lub 1808)
- 1873 – Fryderyk z Hesji-Darmstadt, heski książę (ur. 1870)
- 1875 – Motiejus Valančius, litewski duchowny katolicki, biskup żmudzki teolog, etnograf, pisarz, historyk (ur. 1801)
- 1879 – Pierre Adolphe Piorry, francuski lekarz (ur. 1794)
- 1883 – Marianna Orańska, księżniczka niderlandzka, księżna pruska (ur. 1810)
- 1887 – Adolf Ignacy Skarbek-Malczewski, polski oficer, uczestnik powstania listopadowego i wielkopolskiego (ur. 1813)
- 1892 – Baha Allah, perski przywódca religijny (ur. 1817)
- 1896 – Gabriel Auguste Daubrée, francuski geochemik, geololog, mineralog (ur. 1814)
- 1898 – Lyon Playfair, szkocki naukowiec, polityk (ur. 1818)
- 1904 – Tadeusz Romanowicz, polski dziennikarz, literat, działacz narodowy, polityk, uczestnik powstania styczniowego (ur. 1843)
- 1905:
  - Witold Jaworowicz, polski lekarz, działacz społeczny (ur. 1855)
  - William McDougall, kanadyjski polityk (ur. 1822)
- 1906 – Jan Kanty Fibich, polski oficer, sportowiec, przedsiębiorca (ur. 1872)
- 1908 – Wawrzyniec Styczeń, polski adwokat, działacz społeczny (ur. 1836)
- 1910:
  - Milij Bałakiriew, rosyjski kompozytor (ur. 1837)
  - Ludwig Noster, niemiecki malarz (ur. 1859)
- 1911:
  - W.S. Gilbert, brytyjski librecista, dramatopisarz, poeta (ur. 1836)
  - Alojzy Szarłowski, polski historyk (ur. 1845)
- 1914:
  - Władysław Dietrich, polski malarz (ur. 1862)
  - Józef Gerard, polski zakonnik, misjonarz, błogosławiony (ur. 1831)
- 1916 – Lestocq Erskine, szkocki tenisista (ur. 1857)
- 1919 – Robert Bacon, amerykański polityk, dyplomata, przedsiębiorca (ur. 1860)
- 1920 – Fabijan Szantyr, białoruski lewicowy działacz narodowy i społeczny (ur. 1887)
- 1921 – Abbott Handerson Thayer, amerykański malarz, przyrodnik, pedagog (ur. 1849)
- 1922 – Jewgienij Wachtangow, rosyjski aktor, reżyser teatralny pochodzenia ormiańskiego (ur. 1883)
- 1923:
  - Henry Chaplin, brytyjski arystokrata, polityk (ur. 1840)
  - Albert Louis Deullin, francuski pilot wojskowy, as myśliwski (ur. 1890)
- 1924 – Paul Cambon, francuski dyplomata, polityk (ur. 1843)
- 1927:
  - Georges Eekhoud, belgijski pisarz (ur. 1854)
  - Lizardo García, ekwadorski przedsiębiorca, polityk, prezydent Ekwadoru (ur. 1844)
- 1930:
  - Stanislav Čeček, czechosłowacki generał (ur. 1886)
  - Ludwig Rehn, niemiecki chirurg (ur. 1849)
- 1931 – Felix Hollender, niemiecki prozaik, dramaturg, reżyser teatralny (ur. 1867)
- 1932 – Pascual Contursi, argentyński dramaturg, muzyk, autor tekstów tanga argentyńskiego (ur. 1888)
- 1934:
  - Nicolai Kiær, norweski gimnastyk, misjonarz luterański (ur. 1888)
  - Augusto Pestana, brazylijski inżynier, polityk (ur. 1868)
- 1935:
  - Robert Bilitewski, polski duchowny katolicki, filozof, działacz narodowy na Warmii (ur. 1859)
  - Stanisław Latwis, polski porucznik pilot, kompozytor (ur. 1906)
  - Josef Suk, czeski kompozytor (ur. 1874)
- 1937:
  - Nikołaj Biesczetwiertnoj, radziecki dziennikarz, polityk (ur. 1895)
  - Lucjan Böttcher, polski matematyk, wykładowca akademicki (ur. 1872)
  - Szczepan Witkowski, polski wszechstronny sportowiec (ur. 1892)
- 1938 – Nikołaj Popow, rosyjski neurolog, neuroanatom (ur.	1895)
- 1939:
  - Joseph Grinnell, amerykański biolog, ornitolog (ur. 1877)
  - Urszula Ledóchowska, polska urszulanka, założycielka Urszulanek Serca Jezusa Konającego, święta (ur. 1865)
- 1940:
  - Cyryl Karczyński, polski duchowny katolicki, męczennik, Sługa Boży (ur. 1884)
  - Tot Robinson, angielski rugbysta, działacz sportowy (ur. 1876)
  - Walenty Wojciech, polski duchowny katolicki, biskup pomocniczy wrocławski (ur. 1868)
- 1942:
  - John Barrymore, amerykański aktor (ur. 1882)
  - Jerzy Probosz, polski poeta, prozaik, publicysta (ur. 1901)
  - Eugeniusz Waśkowski, polski prawnik, wykładowca akademicki (ur. 1866)
  - Akiko Yosano, japońska pisarka, poetka, feministka, pacyfistka, reformatorka społeczna (ur. 1878)
- 1943:
  - Mieczysław Bilek, polski prawnik, samorządowiec, prezydent Radomia i Gdyni (ur. 1894)
  - Jadwiga Bobińska, polska inżynier chemik, żołnierz AK (ur. 1901)
  - Georges-Prudent-Marie Bruley des Varannes, francuski duchowny katolicki, biskup Monako (ur. 1864)
  - Wiktor Hausman, polski kapitan żandarmerii, muzyk, kompozytor, krytyk muzyczny (ur. 1893)
  - Gustaw Kaleński, polski kapitan, historyk, archiwista (ur. 1885)
  - Stefan Kapuściński, polski związkowiec, polityk, Sejm Śląski (ur. 1896)
  - Władysława Łowicka, polska porucznik, łączniczka ZWZ-AK (ur. 1899)
  - Stefan Sacha, polski porucznik, dziennikarz, polityk, poseł na Sejm RP (ur. 1888)
  - Stanisław Skrypij, polski inżynier architekt, działacz ruchu robotniczego, żołnierz Gwardii Ludowej (ur. 1914)
- 1944:
  - Ján Čajak, słowacki pisarz, publicysta (ur. 1863)
  - Felix Holldack, niemiecki historyk i filozof prawa, wykładowca akademicki (ur. 1880)
  - Jerzy Misiński, polski kapitan administracji, lekkoatleta, działacz sportowy (ur. 1892)
- 1945:
  - Henryk Bednarski, polski taternik, ratownik TOPR, instruktor narciarski (ur. 1882)
  - Mihail Sebastian, rumuński dramaturg, prozaik pochodzenia żydowskiego (ur. 1907)
- 1946:
  - Fritz Becher, niemiecki kapo, zbrodniarz wojenny (ur. 1904)
  - Franz Böttger, niemiecki funkcjonariusz i zbrodniarz nazistowski (ur. 1888)
  - Leonhard Anselm Eichberger, niemiecki funkcjonariusz i zbrodniarz nazistowski (ur. 1915)
  - Johann Baptist Eichelsdorfer, niemiecki funkcjonariusz i zbrodniarz nazistowski (ur. 1890)
  - Fritz Hintermayer, niemiecki funkcjonariusz i zbrodniarz nazistowski (ur. 1911)
  - Johann Kick, niemiecki funkcjonariusz i zbrodniarz nazistowski (ur. 1901)
  - Christof Ludwig Knoll, niemiecki kapo, zbrodniarz wojenny (ur. 1895)
  - Franciszek Kołkowski, polski działacz komunistyczny (ur. 1883)
  - Alfred Kramer, niemiecki funkcjonariusz i zbrodniarz nazistowski (ur. 1908)
  - Michael Redwitz, niemiecki funkcjonariusz i zbrodniarz nazistowski (ur. 1900)
  - Wilhelm Tempel, niemiecki funkcjonariusz i zbrodniarz nazistowski (ur. 1908)
  - Wilhelm Wagner, niemiecki funkcjonariusz i zbrodniarz nazistowski (ur. 1908)
  - Martin Gottfried Weiss, niemiecki funkcjonariusz i zbrodniarz nazistowski (ur. 1905)
  - Wilhelm Welter, niemiecki funkcjonariusz i zbrodniarz nazistowski (ur. 1913)
- 1947:
  - Franz Böhme, austriacki generał pułkownik, zbrodniarz wojenny (ur. 1885)
  - Józef Markowski, polski anatom, antropolog, wykładowca akademicki (ur. 1874)
- 1948:
  - Alf Jacobsen, norweski żeglarz sportowy (ur. 1885)
  - May Whitty, brytyjska aktorka (ur. 1865)
- 1949 – Mikołaj Osada, polski prawnik, polityk, poseł na Sejm RP (ur. 1883)
- 1950:
  - Tinus van Beurden, holenderski piłkarz (ur. 1893)
  - Czesław Meissner, polski lekarz, polityk, senator RP (ur. 1879)
  - Isidor Niflot, amerykański zapaśnik (ur. 1881)
- 1951:
  - Michaił Borodin, radziecki działacz komunistyczny (ur. 1884)
  - Fanny Brice, amerykańska aktorka, piosenkarka pochodzenia węgierskiego (ur. 1891)
  - Géza Maróczy, węgierski szachista (ur. 1870)
- 1956:
  - Hermann Abendroth, niemiecki dyrygent, kompozytor (ur. 1883)
  - Frank Beaurepaire, australijski pływak, polityk (ur. 1891)
  - Siergiej Mielgunow, rosyjski historyk (ur. 1879)
- 1957 – Emil Krukowicz-Przedrzymirski, polski generał dywizji (ur. 1886)
- 1958:
  - Adam Czartkowski, polski botanik, historyk kultury, publicysta polityczny, literaturoznawca, pedagog (ur. 1881)
  - Juan Ramón Jiménez, hiszpański poeta, laureat Nagrody Nobla (ur. 1881)
- 1961 – Uuno Klami, fiński kompozytor, pianista (ur. 1900)
- 1962:
  - Gheorghe Arsenescu, rumuński podpułkownik, partyzant antykomunistyczny (ur. 1907)
  - Arnold Walfisz, polski matematyk (ur. 1892)
- 1964:
  - Paweł Chadaj, polski nauczyciel, działacz ludowy, polityk, poseł na Sejm RP (ur. 1896)
  - Konstanty Dzieduszycki, polski ziemianin, polityk (ur. 1884)
  - Jack Parker, brytyjski lekkoatleta, wieloboista (ur. 1915)
- 1965:
  - Władimir Gardin, radziecki aktor, reżyser i scenarzysta filmowy (ur. 1877)
  - Milan Zloković, serbski architekt (ur. 1898)
- 1967:
  - Adam Chętnik, polski etnograf, muzealnik, działacz społeczny, polityk (ur. 1885)
  - Georg Wilhelm Pabst, austriacki reżyser i scenarzysta filmowy (ur. 1885)
- 1968 – Stewart Menzies, brytyjski generał major, dyrektor MI6 (ur. 1890)
- 1969 – Łeonid Kornijec, radziecki działacz komunistyczny (ur. 1901)
- 1970:
  - Mikoła Abramczyk, białoruski publicysta, polityk (ur. 1903)
  - Jaroslav Černý, czeski egiptolog (ur. 1898)
  - Eva Hesse, amerykańska malarka, rzeźbiarka pochodzenia żydowskiego (ur. 1936)
- 1971 – André Lesauvage, francuski żeglarz sportowy (ur. 1890)
- 1973: 
  - Tadeusz Kiełpiński, polski siatkarz (ur. 1937)
  - P. Ramlee, malezyjski aktor (ur. 1929)
- 1975 – Piotr Siczek, polski duchowny katolicki, kapelan batalionu AK (ur. 1910)
- 1976:
  - John Badcock, brytyjski wioślarz (ur. 1903)
  - Elizabeth Haffenden, brytyjska kostiumografka (ur. 1906)
  - Franciszek Jan Pogonowski, polski inżynier, organizator przemysłu zbrojeniowego (ur. 1891)
- 1977:
  - Ba Maw, birmański prawnik, polityk, premier Birmy (ur. 1893)
  - Michał Sczaniecki, polski historyk (ur. 1910)
  - Stanisław Stefański, polski inżynier, rzemieślnik, polityk (ur. 1902)
- 1978:
  - Jurij Dombrowski, rosyjski pisarz, krytyk literacki (ur. 1909)
  - Teodor Leonard Młynarski, polski nauczyciel, poeta, publicysta (ur. 1906)
  - Nazli Sabri, królowa Egiptu i Sudanu (ur. 1894)
  - Ali Soilih, komoryjski polityk, prezydent Komorów (ur. 1937)
- 1979:
  - Mary Pickford, amerykańska aktorka, producentka filmowa pochodzenia kanadyjskiego (ur. 1892)
  - Jack Pulman, brytyjski scenarzysta filmowy (ur. 1925)
  - Albert Séguin, francuski gimnastyk (ur. 1891)
- 1981:
  - Janusz Minkiewicz, polski satyryk, tłumacz (ur. 1914)
  - Song Qingling, chińska polityk (ur. 1893)
- 1982:
  - Kazimierz Czyżewski, polski inżynier hydrotechnik (ur. 1921)
  - Romy Schneider, francuska aktorka pochodzenia austriackiego (ur. 1938)
- 1983:
  - Bogdan Rutha, polski poeta, prozaik, scenarzysta, autor słuchowisk radiowych (ur. 1920)
  - Samariddin Sadijew, tadżycki aktor (ur. 1918)
- 1984 – Kim Sung-gan, japoński piłkarz pochodzenia koreańskiego (ur. 1912)
- 1985 – Gunnar Nielsen, duński lekkoatleta, średniodystansowiec (ur. 1928)
- 1986 – Antoni (Mielnikow), rosyjski biskup prawosławny (ur. 1924)
- 1987 – Choudhary Charan Singh, indyjski polityk, premier Indii (ur. 1902)
- 1988:
  - Henry Johansen, norweski piłkarz, bramkarz (ur. 1904)
  - Vladimír Menšík, czeski aktor (ur. 1929)
  - Siaka Stevens, sierraleoński polityk, premier i prezydent Sierra Leone (ur. 1905)
- 1989:
  - John Cipollina, amerykański gitarzysta, członek zespołu Quicksilver Messenger Service (ur. 1943)
  - George Homans, amerykański socjolog (ur. 1910)
  - Bazyli Maksimczuk, polski generał brygady (ur. 1910)
  - Joseph Van Ingelgem, belgijski piłkarz (ur. 1912)
- 1990 – Aleksandyr Cwetkow, bułgarski szachista (ur. 1914)
- 1991 – Coral Browne, australijsko-amerykańska aktorka teatralna i filmowa (ur. 1913)
- 1992:
  - Nils-Åke Sandell, szwedzki piłkarz, trener (ur. 1927)
  - Spyder Sympson, irlandzki muzyk, piosenkarz, kompozytor (ur. 1964)
- 1993:
  - Billy Conn, amerykański bokser (ur. 1917)
  - Iwan Kowalow, radziecki generał porucznik, polityk (ur. 1901)
  - Wojciech Żakowski, polski matematyk, wykładowca akademicki (ur. 1929)
- 1994:
  - Raymond Fellay, szwajcarski narciarz alpejski (ur. 1932)
  - Erich Honecker, niemiecki polityk komunistyczny, I sekretarz SED, przewodniczący Rady Państwa NRD (ur. 1912)
  - Wojciech Rutkowski, polski siatkarz, trener (ur. 1935)
- 1995 – Margaret Chase Smith, amerykańska polityk (ur. 1897)
- 1996:
  - Antonín Mrkos, czeski astronom, meteorolog, polarnik, ratownik górski, taternik (ur. 1918)
  - Jadwiga Stańczakowa, polska pisarka, poetka (ur. 1919)
  - Tamara Toumanova, gruzińsko-amerykańska balerina i aktorka (ur. 1919)
- 1997:
  - Jeff Buckley, amerykański piosenkarz, gitarzysta, autor tekstów (ur. 1966)
  - Giovanni Caravale, włoski ekonomista, wykładowca akademicki, polityk (ur. 1935)
  - George Fenneman, amerykański spiker radiowy i telewizyjny (ur. 1919)
  - Alexander Kazhdan, rosyjsko-amerykański historyk, bizantynolog pochodzenia żydowskiego (ur. 1922)
- 1998:
  - Orlando Anderson, amerykański gangster (ur. 1974)
  - Barry Goldwater, amerykański polityk (ur. 1909)
  - Hrant Szahinian, ormiański gimnastyk (ur. 1923)
- 1999:
  - João Carlos de Oliveira, brazylijski lekkoatleta, trójskoczek (ur. 1954)
  - Danuta Wawiłow, polska autorka literatury dziecięcej, poetka, pisarka, tłumaczka, autorka słuchowisk radiowych (ur. 1942)
- 2002:
  - Peter von der Groeben, niemiecki generał major (ur. 1903)
  - Sándor Mátrai, węgierski piłkarz (ur. 1932)
- 2003 – Pierre Restany, francuski krytyk sztuki, filozof (zm. 2003)
- 2004:
  - Archibald Cox, amerykański prawnik, prokurator (ur. 1912)
  - Magne Havnå, norweski bokser (ur. 1963)
- 2005:
  - Gé van Dijk, holenderski piłkarz (ur. 1923)
  - Svatopluk Pluskal, czeski piłkarz (ur. 1930)
  - Kazimierz Urbanik, polski matematyk, wykładowca akademicki (ur. 1930)
- 2006:
  - Andrzej Marks, polski astronom, inżynier, pisarz (ur. 1932)
  - Masumi Okada, japoński aktor (ur. 1935)
  - Johnny Servoz-Gavin, francuski kierowca wyścigowy (ur. 1942)
- 2007:
  - Andrzej Cłapa, polski działacz społeczny i harcerski, podharcmistrz (ur. 1931)
  - Kazimierz Kowalski, polski paleozoolog (ur. 1925)
- 2008:
  - Paula Gunn Allen, amerykańska pisarka (ur. 1939)
  - Luc Bourdon, kanadyjski hokeista (ur. 1987)
  - Zbigniew Przyrowski, polski dziennikarz, publicysta (ur. 1921)
- 2009:
  - Tadeusz Margul, polski religioznawca, poliglota, buddysta (ur. 1923)
  - Józef Mularczyk, polski malarz (ur. 1916)
  - Karine Ruby, francuska snowboardzistka (ur. 1978)
- 2010:
  - Dennis Hopper, amerykański aktor, reżyser i scenarzysta filmowy (ur. 1936)
  - Feliks Przybylak, polski germanista, tłumacz, poeta (ur. 1933)
- 2011:
  - Siergiej Bagapsz, abchaski polityk, premier i prezydent Abchazji (ur. 1949)
  - Ferenc Mádl, węgierski polityk, prezydent Węgier (ur. 1931)
  - Bill Roycroft, australijski jeździec sportowy (ur. 1915)
  - Krystyna Skuszanka, polska reżyser teatralna, dyrektor teatrów (ur. 1924)
- 2012:
  - Maria Bobrownicka, polska filolog, slawistka, bohemistka, komparatystka (ur. 1920)
  - Maureen Dunlop de Popp, brytyjska pilotka (ur. 1920)
  - Kaneto Shindō, japoński reżyser filmowy (ur. 1912)
  - Doc Watson, amerykański muzyk, gitarzysta, piosenkarz folkowy (ur. 1923)
- 2013:
  - Taha Karimi, irańsko-kurdyjski reżyser, autor filmów dokumentalnych (ur. 1976)
  - Franca Rame, włoska aktorka, polityk (ur. 1929)
  - Wali-ur-Rehman, pakistański terrorysta (ur. ok. 1970)
- 2014 – Karlheinz Böhm, austriacki aktor, filantrop (ur. 1928)
- 2015:
  - Henry Carr, amerykański lekkoatleta, sprinter, futbolista (ur. 1942)
  - Doris Hart, amerykańska tenisistka (ur. 1925)
  - Tom Jones, amerykański kierowca wyścigowy (ur. 1943)
  - Betsy Palmer, amerykańska aktorka (ur. 1926)
  - Bruno Pesaola, włoski piłkarz, trener pochodzenia argentyńskiego (ur. 1925)
- 2016 – Henryk Kempny, polski piłkarz (ur. 1934)
- 2017:
  - Barbara Jaruzelska, polska germanistka, pierwsza dama (ur. 1931)
  - Konstandinos Mitsotakis, grecki polityk, premier Grecji (ur. 1918)
  - Manuel Noriega, panamski generał, polityk, prezydent Panamy, przestępca (ur. 1934)
- 2018 – Marianna Sankiewicz-Budzyńska, polska elektrotechnik, wykładowca akademicki (ur. 1921)
- 2019:
  - Bayram Şit, turecki zapaśnik (ur. 1930)
  - Peggy Stewart, amerykańska aktorka (ur. 1923)
  - Jiří Stránský, czeski pisarz, tłumacz, dysydent, więzień polityczny (ur. 1931)
- 2020:
  - Curtis Cokes, amerykański bokser (ur. 1937)
  - Jerzy Pilch, polski pisarz, publicysta (ur. 1952)
  - Célio Taveira Filho, brazylijski piłkarz (ur. 1940)
- 2021:
  - Mark Eaton, amerykański koszykarz (ur. 1957)
  - Marcell Jankovics, węgierski reżyser filmowy, animator (ur. 1941)
  - Dani Karawan, izraelski rzeźbiarz (ur. 1930)
  - Joe Lara, amerykański aktor, producent filmowy, piosenkarz country (ur. 1962)
  - Gavin MacLeod, amerykański aktor (ur. 1931)
  - Cornelius Sim, brunejski duchowny katolicki, wikariusz apostolski Brunei, kardynał (ur. 1951)
  - B.J. Thomas, amerykański wokalista country (ur. 1942)
- 2022:
  - Tarzan Goto, japoński wrestler, sumita (ur. 1963)
  - Jolanta Kolczyńska, polska działaczka kombatancka, żołnierz AK, uczestniczka powstania warszawskiego (ur. 1928)
  - Izabela Malinowska, polska prawnik, politolog (ur. 1954)
  - Maria Mirecka-Loryś, polska działaczka kombatancka i polonijna (ur. 1916)
  - Frederico Rodrigues de Oliveira, brazylijski piłkarz (ur. 1949)
  - Enea Zhegu, albański aktor (ur. 1964)
- 2023:
  - Thomas Buergenthal, amerykański prawnik, sędzia Międzynarodowego Trybunału Sprawiedliwości (ur. 1934)
  - Victor Galeone, amerykański duchowny katolicki, biskup Saint Augustine (ur. 1935)
  - Vítězslav Mácha, czeski zapaśnik (ur. 1948)
  - Mirosława Masłowska, polska chirurg dziecięca, samorządowiec, polityk, poseł na Sejm RP (ur. 1943)
  - Javier Yacuzzi, argentyński piłkarz (ur. 1979)
- 2024:
  - Margot Benacerraf, wenezuelska reżyserka, scenarzystka i producentka filmowa (ur. 1926)
  - Franziskus Eisenbach, niemiecki duchowny katolicki, biskup pomocniczy Moguncji (ur. 1943)
  - Henri Nallet, francuski politolog, polityk, minister rolnictwa i leśnictwa, minister sprawiedliwości (ur. 1939)
  - Manfred Wolke, niemiecki bokser (ur. 1943)
  - Anastasija Zaworotniuk, rosyjska aktorka (ur. 1971)
- 2025:
  - Juan Manuel Eguiagaray, hiszpański ekonomista, polityk, minister przemysłu i energii (ur. 1945)
  - Roberto Gomes Guimarães, brazylijski duchowny katolicki, biskup Campos (ur. 1936)